# Aloe ukambensis
Aloe ukambensis é uma espécie de liliopsida do gênero Aloe, pertencente à família Asphodelaceae.